# Metanema lurida
Metanema lurida är en fjärilsart som beskrevs av Druce 1898. Metanema lurida ingår i släktet Metanema och familjen mätare. Inga underarter finns listade i Catalogue of Life.